# Сельское поселение Пригородное (Вологодская область)
Се́льское поселе́ние Пригородное — муниципальное образование в Сокольском районе Вологодской области Российской Федерации.
Административный центр — деревня Литега.
Вместе со всеми муниципальными образованиями Сокольского района упразднено и преобразовано в Сокольский муниципальный округ.

## География
Расположено на юго-западе района. Граничит:
- на востоке с сельским поселением Пельшемское и городским поселением город Кадников,
- на севере с сельским поселением Нестеровское,
- на западе с сельским поселением Архангельское, городским поселением город Сокол, сельским поселением Боровецкое,
- на юго-западе с Прилукским сельским поселением Вологодского района,
- на юге с сельским поселением Ботановское Междуреченского района.

Территория сельского поселения имеет протяжённость с севера на юг 13 км, с запада на восток — 15 км.
По территории протекает река Сухона, проходит федеральная автодорога М8.

## История
Постановлением Губернатора Вологодской области от 6 июня 2001 года центр Пригородного сельсовета был перенесён из деревни Слобода, расположенной на левом берегу Сухоны, в деревню Литега на правом.
1 января 2006 года сельсовет был преобразован в сельское поселение.
Законом Вологодской области от 25 июня 2015 года № 3692-ОЗ, сельские поселения Боровецкое и Пригородное были преобразованы, путём их объединения, в сельское поселение Пригородное с административным центром в деревне Литега.

## Население
| 2011  | 2012  | 2013  | 2014  | 2015  | 2016  | 2017  |
| ----- | ----- | ----- | ----- | ----- | ----- | ----- |
| 1409  | ↘1405 | ↘1394 | ↘1369 | ↘1336 | ↗1903 | ↘1876 |
| 2018  | 2019  | 2020  | 2021  |       |       |       |
| ↘1833 | ↘1769 | ↘1750 | ↗1799 |       |       |       |

## Состав сельского поселения
| №  | Населённый пункт   | Тип населённого пункта          | Население |
| -- | ------------------ | ------------------------------- | --------- |
| 1  | Барское            | деревня                         | 9         |
| 2  | Бекренево          | деревня                         | 12        |
| 3  | Бильново           | деревня                         | 28        |
| 4  | Большой Двор       | деревня                         | 24        |
| 5  | Большой Кривец     | деревня                         | 4         |
| 6  | Борисково          | деревня                         | 11        |
| 7  | Васютино           | деревня                         | 130       |
| 8  | Веретье            | деревня                         | 8         |
| 9  | Власово            | деревня                         | 6         |
| 10 | Волково            | деревня                         | 6         |
| 11 | Выползово          | деревня                         | 0         |
| 12 | Грибаново          | деревня                         | 0         |
| 13 | Гуриево            | деревня                         | 15        |
| 14 | Ершово             | деревня                         | 54        |
| 15 | Есипово            | деревня                         | 23        |
| 16 | Жихарево           | деревня                         | 0         |
| 17 | Заболотка          | деревня                         | 0         |
| 18 | Зубцово            | деревня                         | 4         |
| 19 | Исаево             | деревня                         | 0         |
| 20 | Казариново         | деревня                         | 0         |
| 21 | Калиново           | деревня                         | 6         |
| 22 | Калитино           | деревня                         | 0         |
| 23 | Камское            | деревня                         | 0         |
| 24 | Капустино          | деревня                         | 3         |
| 25 | Качалка            | деревня                         | 12        |
| 26 | Конаново           | деревня                         | ↘0        |
| 27 | Коржа              | деревня                         | 4         |
| 28 | Кощеево            | деревня                         | 9         |
| 29 | Кромовесово        | деревня                         | 3         |
| 30 | Кузнецово          | деревня                         | 73        |
| 31 | Лендобово          | деревня                         | 0         |
| 32 | Литега             | деревня, административный центр | 754       |
| 33 | Малый Кривец       | деревня                         | 5         |
| 34 | Медведево          | деревня                         | 43        |
| 35 | Обросово           | деревня                         | 269       |
| 36 | Озерко             | деревня                         | 13        |
| 37 | Окулиха            | деревня                         | 7         |
| 38 | Оларево            | деревня                         | 244       |
| 39 | Оларево            | разъезд                         | 10        |
| 40 | Офимкино           | деревня                         | 0         |
| 41 | Перевоз            | деревня                         | 7         |
| 42 | Плишкино           | деревня                         | 0         |
| 43 | Погорелка          | деревня                         | 7         |
| 44 | Помельниково       | деревня                         | 0         |
| 45 | Починок            | деревня                         | 0         |
| 46 | Пятино             | деревня                         | 25        |
| 47 | Репное             | деревня                         | 28        |
| 48 | Родюкино           | деревня                         | 3         |
| 49 | Ростовка           | деревня                         | 16        |
| 50 | Селище             | деревня                         | 3         |
| 51 | Сельцо             | деревня                         | 5         |
| 52 | Середнее           | деревня                         | 0         |
| 53 | Слобода            | деревня                         | 18        |
| 54 | Спасское           | деревня                         | 0         |
| 55 | Старково           | деревня                         | 0         |
| 56 | Степаново          | деревня                         | 5         |
| 57 | Судоверфь          | деревня                         | 19        |
| 58 | Трухинка           | деревня                         | 0         |
| 59 | Турбаево           | деревня                         | 6         |
| 60 | Федюково           | деревня                         | 0         |
| 61 | Фокино             | деревня                         | 3         |
| 62 | Харлушино          | деревня                         | ↘0        |
| 63 | Шастово            | деревня                         | 8         |
| 64 | Шастово-Заберезное | деревня                         | 0         |
| 65 | Шачино             | деревня                         | 4         |
| 66 | Шера               | деревня                         | 46        |
| 67 | Шишкино            | деревня                         | 12        |

## Экономика
Основные предприятия и организации:
- колхозы «Сухонский» и «Сокольский» (молочно-мясное скотоводство, около 150 работающих)
- мини-пекарня
- Детский сад «Солнышко» в деревне Литега, «Рябинка» в деревне Оларево
- Рабангская средняя школа в деревне Литега, Оларевская начальная школа
- Рабангская и Оларевская библиотека
- Школа искусств в деревне Литега
- СДК Литега, ДК Оларево
- 2 котельные, общественная баня
- каток